# Typhlolagynodes phineus
Typhlolagynodes phineus is een vliesvleugelig insect uit de familie van de Megaspilidae. De wetenschappelijke naam van de soort is voor het eerst geldig gepubliceerd in 1981 door Dessart.